# Bhaskar Jesuraj
Bhaskar Jesuraj (ur. 11 kwietnia 1966 w Tanjore) – indyjski duchowny katolicki, biskup Meerut od 2024. 

## Życiorys

### Prezbiterat
Święcenia kapłańskie otrzymał 21 kwietnia 1993 i został inkardynowany do diecezji Agra. Przez kilka lat pracował jako duszpasterz parafialny. W latach 1999–2006 oraz 2009–2013 był sekretarzem biskupim, od 2009 był też kanclerzem kurii. Pełnił też funkcje dyrektora: szkoły pielęgniarskiej w Agrze (2009–2013), St. Peter’s College (2013–2019) oraz St. Clare’s Senior Secondary School (2019–2024).

### Episkopat
13 stycznia 2024 papież Franciszek mianował go biskupem Meerut.
3 marca 2024 otrzymał święcenia biskupie  w Bazylice Matki Bożej Łaskawej w Sardhana. Udzielił mu ich arcybiskup Bombaju kardynał Oswald Gracias. 